# Sergiu Toma
Sergiu Toma (Quixinau, 29 de janeiro de 1987) é um judoca moldavo naturalizado emiradense da categoria até 81 quilos.
Representando a Moldávia obteve o terceiro lugar no Campeonato Mundial de Paris 2011 e participou dos Jogos Olímpicos de 2008 e 2012. A partir de 2013 passou a defender os Emirados Árabes Unidos.
Nos Jogos de 2016 no Rio de Janeiro conquistou a medalha de bronze ao vencer o italiano Matteo Marconcini.